# Tomi Tour

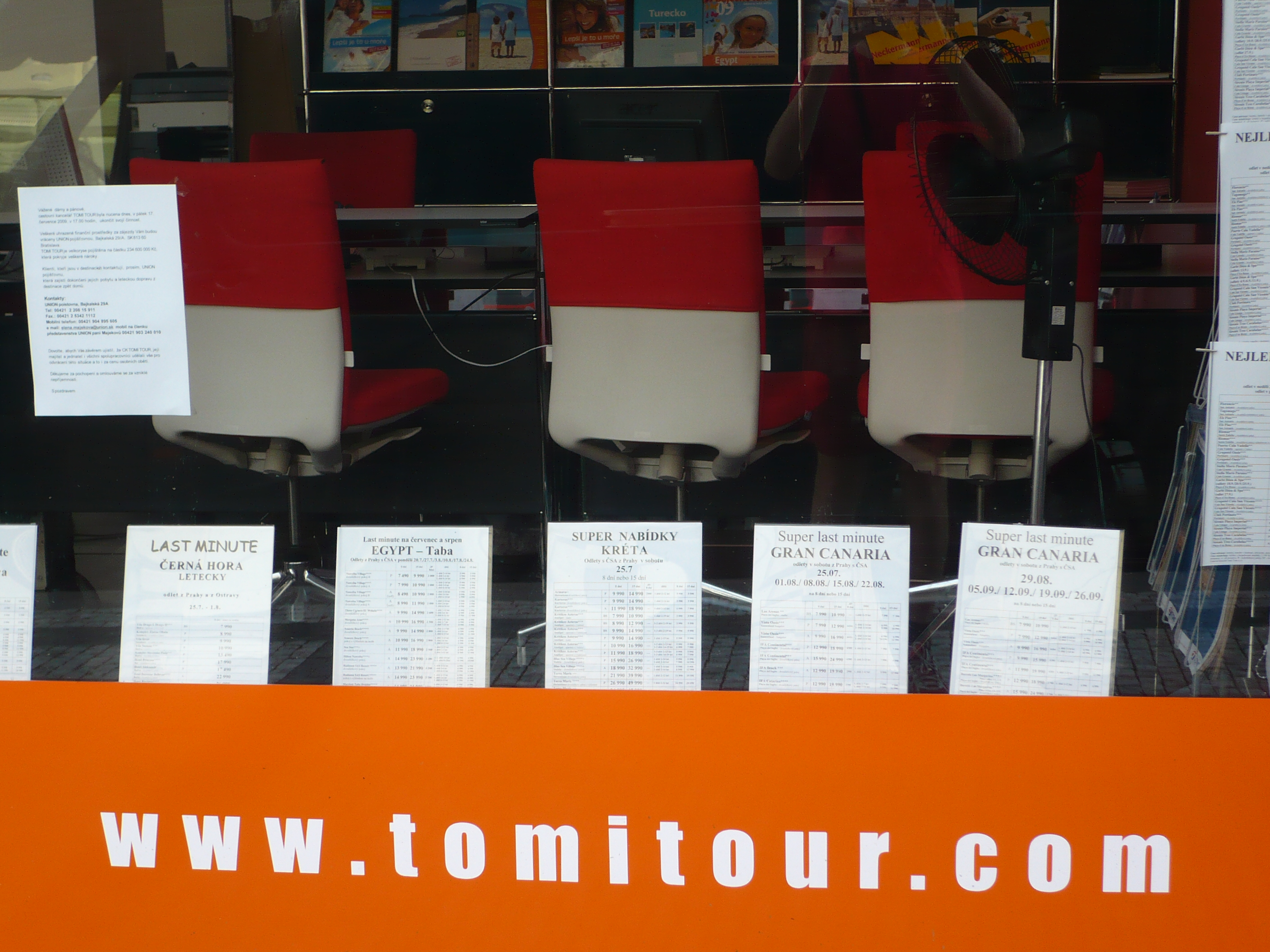
Nabídka dovolených s přepravou letadly Českých aerolinií, vlevo oznámení o ukončení činnosti

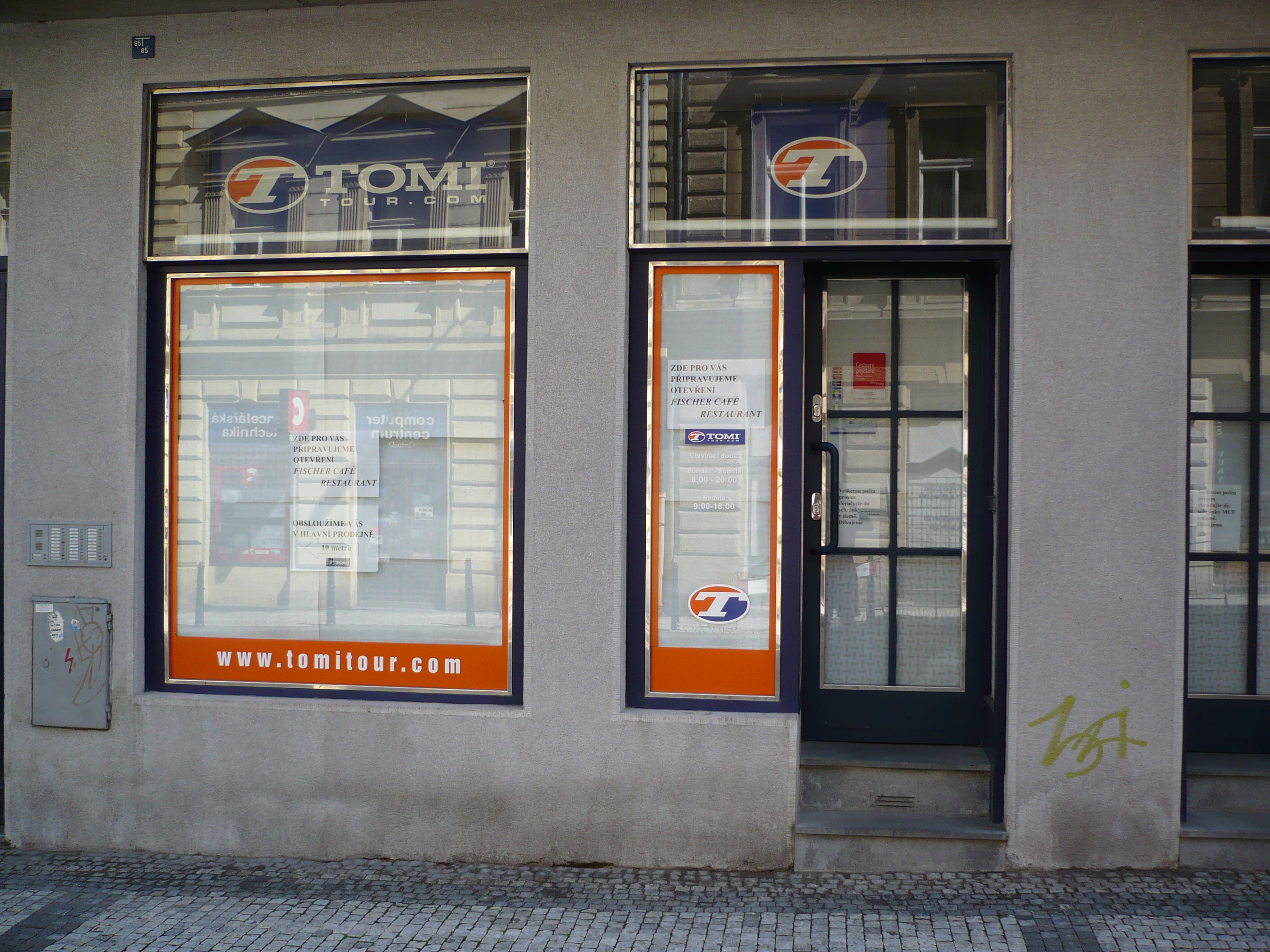
„Zde pro vás připravujeme otevření Fischer Café restaurant“

Tomi Tour (psáno TOMI TOUR) byla cestovní kancelář, která působila zejména v České republice (TOMI TOUR s.r.o. se sídlem v Praze) a na Slovensku (TOMI TOUR s.r.o. se sídlem v Nitře (obě společnosti byly majetkově propojeny přes TOMI TOUR GmbH se sídlem v Hamburku). Zaměřovala se na pobytové zájezdy v oblasti Středozemí. Patřila k deseti největším na českém trhu, v roce 2008 její služby využilo asi padesát tisíc klientů, patřilo ji zhruba sedmé místo. 17. července 2009 oznámila ukončení své činnosti a od 4. listopadu 2009 je v insolvenčním řízení. Po Tomi Tour zůstaly dluhy v celkové výši 116 milionů korun, největší pohledávky měly přihlášené slovenská Union Pojišťovna, egyptská společnost TAT a České aerolinie. 3. prosince 2012 soud konkurs zrušil, neboť majetek dlužníka byl zcela nepostačující pro uspokojení věřitelů.

## Charakteristika
Česká Tomi Tour s.r.o. vznikla v roce 2001 jako firma s názvem Inspiritual. Poté změnila jméno na Cestovní agentura Tomi. Název Tomi Tour používala od listopadu 2003. Společnost od roku 2005 trvale zvyšovala obrat, ze 146 milionů korun v roce 2005 na 825 milionů korun v roce 2008. V roce 2008 byla, podle údajů uvedených ve sbírce listin, v provozním zisku 45,6 miliony korun, zatímco v roce 2007 byla téměř 53 milionů korun ve ztrátě. V roce 2008 se přestěhovala z Brna do Prahy.
Česká Tomi Tour s.r.o. byla v roce 2009 vlastněna z jedné třetiny společností Tomi Tour GmbH ze dvou třetin podnikatelem Lubomírem Popelářem. Česká Tomi Tour s.r.o. převedla v první polovině roku svůj podíl ve slovenské společnosti Tomi Tour s.r.o. na Tomi Tour GmbH. V České republice byla známá díky svému reklamnímu sloganu Václav Fischer doporučuje. Václav Fischer v roce 2009 pracoval jako obchodní ředitel Tomi Tour GmbH.

## Ukončení činnosti
Na konci roku 2006 měla Tomi Tour s.r.o. záporný kapitál. V roce 2007 Tomi Tour s.r.o. prodělala 45 milionů korun při tržbách 584 milionů korun. Na konci roku 2007 byly závazky společnosti o 49 milionů korun vyšší než účetní hodnota aktiv.
Na začátku července 2009 se začaly objevovat informace, že společnost platí pozdě provize z prodaných zájezdů cestovním agenturám Tomi Tour se snažila najít strategického partnera, což se nepodařilo. Situace se vyhrotila v pátek 17. července, kdy hoteliéři na Ibize požadovali uhrazení všech pobytů dopředu.
V pátek 17. července 2009 v 17.00 hodin cestovní kancelář TOMI TOUR ukončila svoji činnost. Podle mluvčího Asociace českých cestovních kanceláří a agentur Tomio Okamury bylo ukončení činnosti CK Tomi Tour největším případem krachu za od doby krachu CK Travela v roce 1997. Podle sdělení ministra vnitra Martina Peciny nespokojení klienti podali několik trestní oznámení na zaměstnance CK a policie sbírá podklady, aby zahájila příslušné kroky. Policie zatím nechce uvést konkrétní trestné činy ani osoby, které bude prošetřovat.
Václav Fisher, obchodní ředitel Tomi Tour, vydal prohlášení v němž tvrdil, že za ukončením činnosti CK Tomi Tour je nedostatek hotovosti, neochota bank dávat úvěry a nedůvěra hoteliérů, kteří žádali platby předem. Také prohlásil, že důvěru hoteliérů nalomil také „neznámý pachatel“, který rozeslal e-mail všem spolupracujícím hotelům; v e-mailu údajně společnost očernil. „Většina hotelů se zalekla a začala požadovat po Tomi Tour placení pobytů dopředu. Dopředu bylo třeba platit i lety leteckým společnostem.“
„Problém společnosti v žádném případě nespočíval v dlouhodobě špatném hospodaření. V roce 2008 skončila společnost v zisku a výsledky byly dlouhodobě vyrovnané, vlastní jmění bylo kladné.
Vzhledem k policejnímu vyšetřování, podle Fischera, společnost neudělala „nic špatného a zcela jistě nespáchala trestný čin“. „Pokus o kriminalizaci mé osoby je naprosto nepřijatelný,“ a zároveň zdůraznil, že ve společnosti neměl žádný majetkový podíl. 
  
Podle iDNES se o krachu Tomi Tour se mluvilo v oboru několik let. Podle šéfů jiných cestovních kanceláří prodávala zájezdy za značně podnákladové ceny.
Podle ČT24 není krach Tomi Tour jen odrazem chybných manažerských rozhodnutí. Cestovní kanceláře v Česku hlásili v roce 2009 desetiprocentní pokles zájmu o zájezdy, přitom byl stále větší počet cestovních kanceláří. V roce 2009 jich přibylo skoro čtyřicet a celkem jich bylo přes devět set.
Podle AČCKA na možný krach cestovní kanceláře ukazovalo dlouhodobě několik indicií, nízké ceny zájezdů, písemné stížnosti provizních prodejců, že jim Tomi Tour neplatí, prodej zimních zájezdů před letní sezónou. „Z toho bylo jasné, že mají problémy s cash flow,“ tvrdil Tomio Okamura. 